# Musoma (MC)
Musoma (MC) (Musoma Municipal Council, auch Musoma Mjini genannt) ist ein Distrikt der Region Mara in Tansania. Der Distrikt grenzt im Südosten an den Distrikt Butiama, im Südwesten an den Distrikt Musoma DC und ist sonst vom Victoriasee umgeben. Das Verwaltungszentrum ist die Stadt Musoma, die auch Regionshauptstadt ist.  

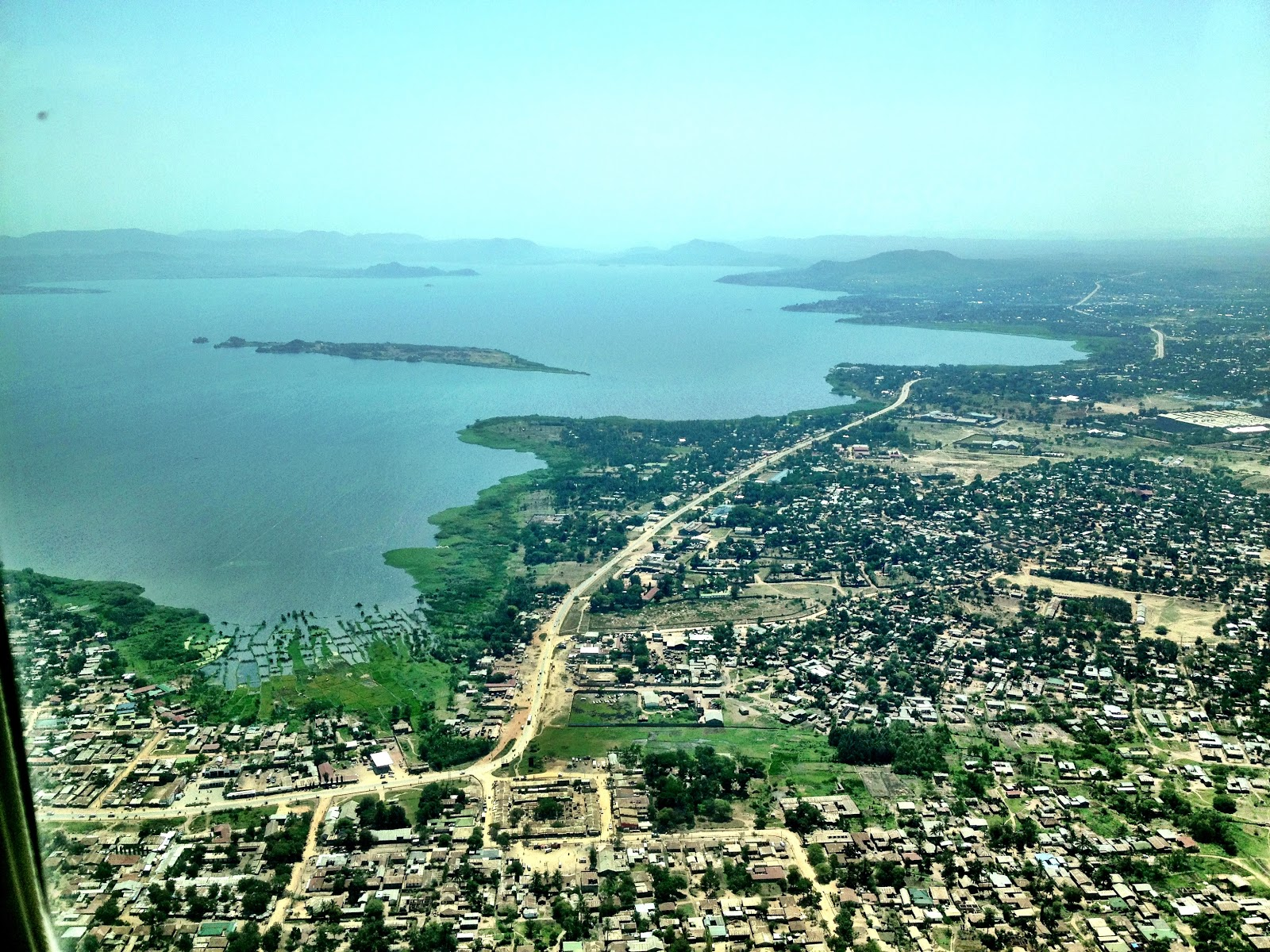
Luftaufnahme von Musoma und dem Victoriasee

## Geographie
Musoma (MC) hat eine Fläche von 84 Quadratkilometern und 164.172 Einwohner (Volkszählung 2022). Der Distrikt liegt am flachen, leicht hügeligen Ufer des Victoriasees, knapp 1200 Meter über dem Meer.
Das Klima in Musoma ist tropisch. Die Niederschläge von durchschnittlich 1256 Millimeter im Jahr fallen überwiegen in den Monaten Oktober bis Mai. Die Durchschnittstemperatur schwankt jahreszeitlich nur gering zwischen 22,2 Grad Celsius im Dezember und 23,4 Grad im Februar.

## Geschichte
Der Name leitet sich vom Wort „Omusoma“ her, was in einem lokalen Dialekt „Landzunge“ bedeutet, einer Beschreibung der Lage auf einer Landzunge im Victoriasee. Die Ursprünge gehen in das Ende des 19. Jahrhunderts zurück, als Musoma eine Befestigung der deutschen Kolonialherren wurde. Nach der Übernahme durch die Briten wurde Musoma administratives Zentrum. Dies war der Beginn einer schnellen Expansion, 1963 wurde Musoma zur Stadtgemeinde (Township) erhoben, 2005 zum Municipal Council.

## Verwaltungsgliederung
Der Distrikt besteht aus dem einen Wahlkreis (Jimbo) Musoma Mjini und 16 Bezirken (Kata):
- Buhare
- Bweri
- Iringo
- Kamunyonge
- Kigera
- Kitaji
- Kwangwa
- Makoko
- Mshikamano
- Mukendo
- Mwigobero
- Mwisenge
- Nyakato
- Nyamatare
- Nyasho
- Rwamlimi

## Bevölkerung
Die größten Ethnien im Distrikt sind die Kwaya, Jita, Kurya, Kara, Zanaki und Luo. Durch Wachstum und Zuwanderung nimmt die Einwohnerzahl rasch zu. Bei der Volkszählung 1988 gab es 68.437 Einwohner, 2002 wurden 107.855 Menschen erfasst, 2012 waren es bereits 134.327, was einer Zunahme um 25 Prozent entspricht. Bis 2022 stieg die Bevölkerungszahl auf 164.172.

Makoko Sprachschule

Bevölkerungswachstum:
| Volkszählung | Einwohner |
| ------------ | --------- |
| 1988         | 68.437    |
| 2002         | 107.855   |
| 2012         | 134.327   |
| 2022         | 164.172   |

## Einrichtungen und Dienstleistungen
- Bildung: Im Distrikt liegen 42 Grundschulen und 18 weiterführende Schulen.[7]
- Gesundheit: Für die medizinische Betreuung der Bevölkerung gibt es 27 Gesundheitszentren.[7]

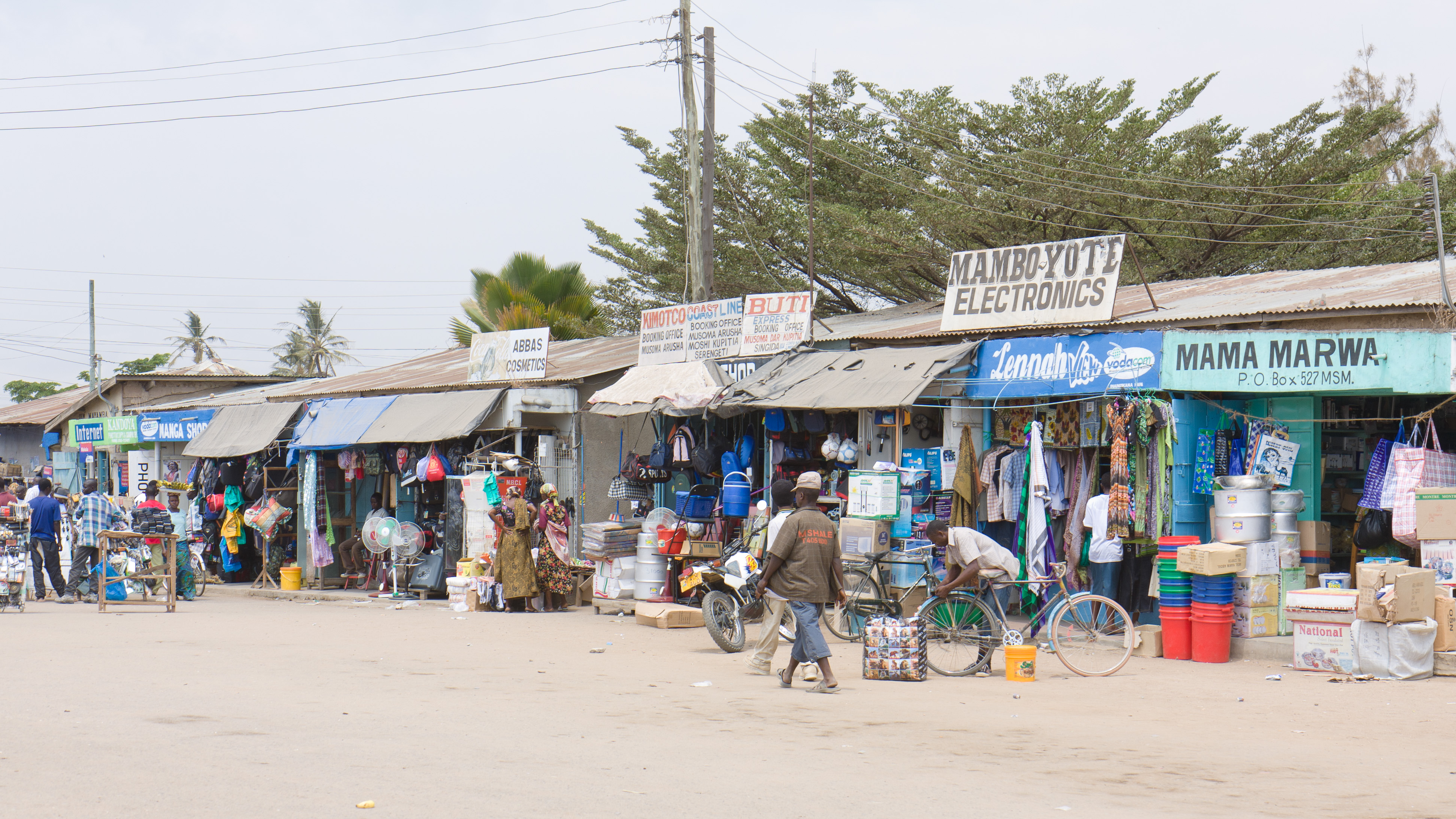
Geschäfte am Busbahnhof

## Wirtschaft und Infrastruktur
Im Jahr 2012 lebten 26 Prozent der Einwohner von der Landwirtschaft, 12 Prozent waren Handwerker und 10 Prozent lebten von Dienstleistungen wie dem Verkauf.
- Landwirtschaft: Die wichtigsten Anbauprodukte sind Maniok, Sorghum, Mais, Süßkartoffeln, Reis, Bohnen, Reis und Gemüse. An Haustieren werden vor allem Hühner (266.000), Rinder (30.000) und Ziegen (13.000) gehalten (Stand 2014).[8]
- Fischerei: In der Saison 2013/14 fingen 11.000 Fischer 60.000 Tonnen Fisch. Die Fischerei trägt 28 Prozent zum Einkommen des Distrikts bei.[9]
- Fischverarbeitung: Im Jahr 2015 gab es in Musoma drei Fischverarbeitungsbetriebe:[10]

| Name                        | gegründet | Kapazität [Tonne/Tag] |
| --------------------------- | --------- | --------------------- |
| Mara Fish Packers Ltd.      | 1992      | 50                    |
| Prime Catch (Exportes) Ltd. | 2000      | 150                   |
| Musoma Fish Processors Ltd. | 2001      | 60                    |

- Straße: In Musoma endet die asphaltierte Nationalstraße T17, die den Distrikt mit der Nationalstraße T4 verbindet. Diese führt entlang des Victoriasees nach Kenia.[11]
- Flughafen: Direkt in der Stadt Musoma befindet sich ein Flugplatz mit einer 1600 Meter langen Landebahn.[12] Mit Stand 2022 finden keine Linienflüge statt.[13]

## Politik
Der Stadtrat besteht aus 22 gewählten Vertretern. Davon sind 16 Vertreter je einer Gemeinde, 6 Frauen auf speziellen Frauensitzen und 1 Parlamentsabgeordneter.
Die Vorsitzenden des Stadtrates waren:
- 1963–1963 Jumapili Said Katte
- 1964–1965 Hussein Rutiginga Msonge
- 1966–1977 Lucas Thomas Musiba
- 1977–1982 Mustafa Juma Wandwi
- 1984–1987 Mustafa Juma Wandwi
- 1991–2000 Eliasaph Masige Lima
- 2000–2005 Vedastus Manyinyi Mathayo
- 2006–2010 Swaibu M. Ebutura
- 2010–2015 Alex Kisurura Malima
- seit 2015 Patrick W.Gumbo

## Sonstiges
- Musoma ist Sitz eines römisch-katholischen Bischofs. Das Bistum umfasst die Distrikte Musoma, Tarime, Butiama, Rorya und Serengeti und besteht aus 34 Pfarren. Von den 1,5 Millionen Einwohnern waren 22 Prozent römisch-katholisch (Stand 2017).[16][17]

## Persönlichkeiten
- Julius Nyerere, erster Präsident von Tansania, wurde 1922 in Butiama geboren.